# Richard Chambers
Richard Scott Chambers (Belfast, 10 de junio de 1985) es un deportista británico que compitió en remo. Su hermano Peter compitió en el mismo deporte.
Participó en tres Juegos Olímpicos de Verano, obteniendo una medalla de plata en Londres 2012, en la prueba de cuatro sin timonel ligero, el quinto lugar en Pekín 2008 (cuatro sin timonel ligero) y el séptimo en Río de Janeiro 2016 (doble scull ligero).
Ganó seis medallas en el Campeonato Mundial de Remo entre los años 2007 y 2015, y dos medallas de plata en el Campeonato Europeo de Remo, en los años 2014 y 2015.

## Palmarés internacional
| Juegos Olímpicos   | Juegos Olímpicos          | Juegos Olímpicos  | Juegos Olímpicos          |
| Año                | Lugar                     | Medalla           | Prueba                    |
| ------------------ | ------------------------- | ----------------- | ------------------------- |
| 2012               | Londres (Reino Unido)     | Medalla de plata  | Cuatro sin timonel ligero |
| Campeonato Mundial |                           |                   |                           |
| Año                | Lugar                     | Medalla           | Prueba                    |
| 2007               | Múnich (Alemania)         | Medalla de oro    | Cuatro sin timonel ligero |
| 2010               | Cambridge (Nueva Zelanda) | Medalla de oro    | Cuatro sin timonel ligero |
| 2011               | Bled (Eslovenia)          | Medalla de bronce | Cuatro sin timonel ligero |
| 2013               | Chungju (Corea del Sur)   | Medalla de bronce | Doble scull ligero        |
| 2014               | Ámsterdam (Países Bajos)  | Medalla de bronce | Cuatro sin timonel ligero |
| 2015               | Aiguebelette (Francia)    | Medalla de plata  | Doble scull ligero        |
| Campeonato Europeo |                           |                   |                           |
| Año                | Lugar                     | Medalla           | Prueba                    |
| 2014               | Belgrado (Serbia)         | Medalla de plata  | Cuatro sin timonel ligero |
| 2015               | Poznań (Polonia)          | Medalla de plata  | Doble scull ligero        |